# Hypena alboplaga
Hypena alboplaga är en fjärilsart som beskrevs av Louis Beethoven Prout. Hypena alboplaga ingår i släktet Hypena och familjen nattflyn. Inga underarter finns listade i Catalogue of Life.